# Los caminos de la libertad
Los caminos de la libertad es una trilogía del escritor francés Jean Paul Sartre escrita entre 1945 y 1949, es decir durante la posguerra de la Segunda Guerra Mundial, pero en el inicio de la Guerra Fría entre la URSS y los EE. UU.
La obra comprende las novelas publicadas en 1945 "La edad de la razón" y "El aplazamiento", y "La muerte en el alma", de 1949. La serie había de ser seguida por un cuarto título, "La dernière chance" ("La última oportunidad"), que el autor nunca terminó: publicó sólo dos capítulos en Les Temps Modernes con el título "Drôle d'amitié".
Las novelas tienen por protagonista a Mateo Delarue, un profesor de filosofía socialista, y a un grupo de amigos suyos. Entre ellos Marcelle, su amante; y Daniel, un amigo homosexual de ambos, que se ofrece a casarse con Marcelle.